# NGC 50
 إن جي سي 50 أو NGC 50 هي مجرة إهليلجية تقع في كوكبة قيطس (كوكبة) يبلغ قطرها 170,000 سنة ضوئية. تم اكتشافها في عام 1865 من قبل عالم الفلك غاسبار فيراري. المجرة بالمقارنة مع درب التبانة حوالي 1.5-2 مرات كبيرة. قريبة جسديا من NGC 49.
أسماء أخرى لـ NGC 50 هي MCG -1-1-58 و PGC 983 .

## وصلات خارجية
- NGC 50 على موقع ويكي سكاي: DSS2, SDSS, GALEX, IRAS, Hydrogen α, X-Ray, Astrophoto, Sky Map, Articles and images